# UTC+0:20
UTC+00:20 foi usado nos Países Baixos de 1909 até 1940. Era conhecido como Horário de Amsterdão ou Horário holandês.
Longitude ao meio: 05º 00' 00" L
O fuso horário exato era GMT +0h 19min 32,13s até 17 de março de 1937, quando foi simplificado para GMT +0h 20m. Quando os Países Baixos foram invadidos pela Alemanha, passaram a usar o Horário de Berlim, e está sendo usado desde essa época.